# Cité de Winchester

Localisation de la Cité de Winchester dans le Hampshire

La Cité de Winchester (en anglais : City of Winchester) est un district du Hampshire, en Angleterre, qui a le statut de cité et de district non métropolitain.
Il couvre un territoire au centre du Hampshire comprenant la ville de Winchester elle-même ainsi que les villes et villages alentour, dont New Alresford, Colden Common et Bishops Waltham.
Les frontières actuelles de la cité ont été fixées le 1er avril 1974 lorsque la Cité de Winchester a fusionné avec le district rural de Droxford et une partie du district rural de Winchester.

## Source
- (en) Cet article est partiellement ou en totalité issu de l’article de Wikipédia en anglais intitulé « City of Winchester » (voir la liste des auteurs).